# Jeremiah Manele
Jeremiah Manele (1968) è un politico salomonese, primo ministro dal 2 maggio 2024.